# Порт Чарльз
«Порт Чарльз» (англ. Port Charles) — американская дневная мыльная опера, которая транслировалась на канале ABC c 1 июня 1997 года по 3 октября 2003 года. Это спин-офф длительной мыльной оперы «Главный госпиталь», сюжет которой разворачивается в вымышленном городе Порт Чарльз, Нью-Йорк. В спин-офф переместились известные персонажи «Главного госпиталя» Люси Коу, Кевин Коллинз, Скотт Болдуин, и Карен Векслер, наряду с несколькими новыми, большинство из которых были стажерами в конкурирующей медицинской школе.
В первые годы существования «Порт Чарльз» добился признания критиков за фокусировку на медицинскую практику, а не стандартные личные проблемы героев, как это было в «Главном госпитале». Особое внимание сериал получил благодаря своей готической сюжетной линии, в стиле классической мыльной оперы «Мрачные тени», основными темами которой были запретная любовь, вампиры, и жизнь после смерти. Ещё одним отличительным моментом была уникальная для дневного эфира тринадцати недельная разбивка сюжетных арок, как в латинских теленовеллах, запущенная в 2000 году.
«Порт Чарльз» никогда не достигал успеха в рейтингах, в основном, из-за непривычного для дневного эфира направления на молодую аудиторию, также как и его печально известный конкурент «Любовь и тайны Сансет Бич». В период своей трансляции проект двадцать один раз выдвигался на Дневную премию «Эмми», в том числе и в категории за «Лучший драматический сериал» в 2003 году, став таким образом единственной новой мыльной оперой, получившей номинацию со времен закрытой «Санта-Барбары» в 1990 году. По иронии судьбы сериал был закрыл спустя несколько месяцев после получения этой номинации, из-за низких рейтингов.

## Актёры и персонажи
- Линн Херринг — Люси Коу (1997—2003)
- Дебби Морган — Эллен Берджесс # 1 (1997—1998)
- Джон Линдстром — Кевин Коллинз (1997—2003)
- Кин Шрайнер — Скотт Болдуин (1997—2000, 2001)
- Рэйчел Амес — Одри Харди (1997—2000)
- Джей Пикетт — Фрэнк Скэнлон (1997—2003)
- Нолан Норт — Крис Рэмси (1997—2003)
- Николас Прайор — Виктор Коллинз (1997—2003)
- Джули Пинсон — Ева Ламберт Коллинз Тхорнхэнд (1997—2002)
- Митч Лонгли — Мэтт Хармон (1997—2000)
- Дженнифер Хэммон — Карен Векслер # 2 (1997—1999)
- Мари Уилсон — Карен Векслер # 3 (1999—2003)
- Пэт Кроули — Мэри Скэнлон Коллинз (1997—2003)
- Анастасия Хорн — Ларк Мэдисон-Скэнлон (1997—1999)
- Рене Гриффин — Даниэль Эшли (1997—1998)
- Карли Шредер — Серена Болдуин (1997—2003)
- Келли Монако — Оливия «Ливви» Локк Морли (1997—2003)
- Шамин Ли — Нэнси Нойманн (1998—2003)
- Келли Монако — Тесс Рэмси (2002—2003)
- Кимберлин Браун — Рэйчел Локк (1999—2000, 2001)
- Кико Эллсворт — Джамал Вудс (2000—2003)
- Эрин Херши Пресли — Элисон Баррингтон (2000—2002)
- Брайан Пресли — Джек Рэмси (2000—2003)
- Майкл Истон — Калеб Морли (2001, 2002—2003)
- Джой Биско — Кейси Леонг (2002—2003)
- Ребекка Стааб — Элизабет Баррингтон (2002—2003)
- Йен Бьюкэнэн — Джошуа Темпл (2002—2003)
- Шеннон Стерджес — Кейт Рейнольдс (2002—2003)
- Ванесса Бренч — Пейдж Смит Баррингтон (1999—2002)
- Хэтти Уинстон — Элис Берджес (1998)
- Кристина Синдрич — Стейси (1997)